# Lucidio Sentimenti
Lucidio Sentimenti (Bomporto, Provincia de Módena, Italia, 1 de julio de 1920 - Turín, Provincia de Turín, Italia, 28 de noviembre de 2014) fue un futbolista italiano. Se desempeñaba en la posición de guardameta. Sus hermanos Ennio, Arnaldo, Vittorio, y Primo también fueron futbolistas.

## Selección nacional
Fue internacional con la selección de fútbol de Italia en 9 ocasiones. Debutó el 11 de noviembre de 1945, en un encuentro amistoso ante la selección de Suiza que finalizó con marcador de 4-4.

### Participaciones en Copas del Mundo
| Mundial                        | Sede   | Resultado    |
| ------------------------------ | ------ | ------------ |
| Copa Mundial de Fútbol de 1950 | Brasil | Primera fase |

## Clubes
| Club           | País   | Año         |
| -------------- | ------ | ----------- |
| Modena F. C.   | Italia | 1938 - 1942 |
| Juventus F. C. | Italia | 1942 - 1949 |
| S. S. Lazio    | Italia | 1949 - 1954 |
| Vicenza Calcio | Italia | 1954 - 1957 |
| Cenisia Torino | Italia | 1957 - 1959 |
| Torino F. C.   | Italia | 1959        |
| Cenisia Torino | Italia | 1959 - 1960 |

## Palmarés

### Campeonatos nacionales
| Título  | Club           | País   | Año     |
| ------- | -------------- | ------ | ------- |
| Serie B | Vicenza Calcio | Italia | 1954-55 |